# Alex Mitchell (rugbista)
Alexander Arthur David Mitchell (Maidstone, 25 maggio 1997) è un rugbista internazionale per l'Inghilterra, mediano di mischia del Northampton.

## Biografia
Proveniente da Maidstone, nel Kent, ebbe una breve esperienza con le giovanili del Bath prima di entrare in quelle del Northampton.
Esordiente in campionato nelle file del Birmingham Moseley, tornò a Northampton nel 2017.
Con i Saints debuttò in Premiership contro Saracens, mettendosi in luce in ottica internazionale; tuttavia il suo primo approccio con la maglia dell'Inghilterra, nel 2019, fu in occasione di un incontro non valido come presenza internazionale contro i Barbarians.
L'esordio internazionale, impreziosito da una meta, avvenne altresì a novembre 2021 a Twickenham in un test di fine anno contro Tonga, battuta 69-3.
Originariamente non incluso da Steve Borthwick nella lista dei convocati per la Coppa del Mondo 2023 in Francia, fu successivamente chiamato in squadra a causa dell'infortunio a una caviglia occorso a Jack van Poortvliet, guadagnando il terzo posto finale nella competizione.
L'anno successivo contribuì alla vittoria di Northampton in Premiership, marcando negli ultimi minuti di gioco la meta decisiva contro Bath nella gara di finale.
Ormai titolare fisso nell'Inghilterra al numero 9 dopo la Coppa del Mondo, Mitchell ha ricevuto anche la convocazione per il tour dei British and Irish Lions 2025 in Australia da parte del C.T. della selezione Andy Farrell.

## Palmarès
- Premiership: 1
Northampton: 2023-24